# SV Deportivo Nacional
SV Deportivo Nacional (vollständiger Name: Sport Vereniging Deportivo Nacional) ist ein Fußballverein aus Palm Beach auf der Insel Aruba. Der Verein konnte bislang vier Mal den Meistertitel von Aruba erringen, zuletzt in der Saison 2016/17. In der Saison 2017/18 nimmt die SV Deportivo Nacional an der Division di Honor, der höchsten Spielklasse des Fußballverbands von Aruba teil.

## Erfolge
- Division di Honor[1]

Meister: 2000, 2001, 2003/04, 2006/07, 2016/17